# Johan Persson (musiker)
Johan Persson, född 1971, är en svensk musiker. Han är uppväxt i Delsbo, Hälsingland. Persson spelar gitarr i musikgruppen Hovet. Han spelar även i Peggy Lejonhjärta och är grundare till Den svenska synden, vars första låtar släpptes på Spotify maj 2022. Persson har bland annat arbetat med Lars Winnerbäck, såväl på skiva som vid turnéer, och Anders "Moneybrother" Wendin. Persson jobbar även som pianist på Dramaten.